# Лилијан Асплунд
Лилијан Гертруд Асплунд (енгл. Lillian Gertrud Asplund) је била једна од последња три преживела путника с брода Титаник.
Лилијан је рођена 21. октобра 1906, у Вустеру, у савезној држави Масачусетс, у породици шведских имиграната, од оца Карла Оскара Вилхелма Густафсона Асплунда и мајке Селме Аугусте Емилије Џохансон. Лилијан је имала брата близанца Карла Едгара, два старија брата, Филипа Оскара, (1898-1912) и Кларенса Густафа Хуга, (1902-1912) и једног млађег брата Феликса, (1909-1983). 1907, се Лилијанин отац с породицом преселио у Смеленд, у Шведску, како би помогао својој мајци удовици, на породичној фарми. 
1912, су се поново вратили у САД и укрцали на Титаник. Из њене породице су бродолом преживели она, њена мајка и млађи брат Феликс. Отац и двојица браћа су потонули за време бродолома. Лилијан је у време бродолома имала само 5 година. Њена мајка је умрла 15. априла 1964, 52 године од бродолома. Феликс је преминуо 15. марта 1983.
Умрла је у сну 6. маја 2006. у 99. години живота у њеној кући у Шрузберију.